# Марий Эл Радио
Марий Эл Радио — национальная радиостанция, вещающая на марийском, русском и татарском языках из Йошкар-Олы на территории Республики Марий Эл. Начало работу с 1 июля 2005 года. Первым в эфир вышел ведущий Мурызо Эчан.

## История
Первоначально радиостанция входила в ЗАО «Пульс-Радио». В январе 2009 года была произведена реорганизация, было организовано Автономное учреждение «Марий Эл Радио», находящееся в ведении Министерства культуры, печати и по делам национальностей Республики Марий Эл. В соответствии с государственным заданием «Марий Эл Радио» должно было вещать на марийском и татарском языках 13 часов в сутки.
В 2012 году наименование сменилось на Государственное автономное учреждение культуры (ГАУК «Радио Марий Эл»).
C 2017 года входит в преобразовано в ГАУК РМЭ «Марий Эл Телерадио».

## Культурно-массовые мероприятия
Ежегодно на свой день рождения радиостанция организует эстрадный концерт в городе Йошкар-Ола, в котором принимают участие многие исполнители и ансамбли. С 2011 года концерт проводится на самом большом стадионе г. Йошкар-Ола — стадионе «Дружба».
С 2010 года Марий Эл Радио проводит ежегодный концерт-фестиваль «Идалыкысе муро» (Песня Года). Отличившимся новыми песнями, а также авторам вручаются дипломы лауреатов.
В честь 15-летия в 2020 году радиостанция организовала передвижную студию под открытым небом, которая была расположена на Патриаршей площади Йошкар-Олы. В течение дня к ведущим радиостанции присоединились прежние сотрудники, проработавшие на радиоканале, проходили конкурсы и викторины, разыгрывались подарки.

## Частоты вещания
| Населённый пункт | Частота, МГц | Населённый пункт | Частота, МГц |
| ---------------- | ------------ | ---------------- | ------------ |
| Йошкар-Ола       | 73,49; 105,5 | Морки            | 70,82        |
| Медведево        | 73,49        | Советский        | 70,10; 70,82 |
| Волжск           | 70,70        | Куженер          | 72,35        |
| Козьмодемьянск   | 69,68        | Килемары         | 67,61        |
| Сернур           | 69,65        | Юрино            | 72,62        |
| Оршанка          | 70,76        | Шеклянур         | 73,49        |
| Мари-Турек       | 68,60        | Емешево          | 73,22        |
| Новый Торъял     | 67,16        | Шелангер         | 69,62        |
| Звенигово        | 72,56        |                  |              |

## Транслируемые программы
- «Марий Эл Радион хит-парадше» — музыкальный хит-парад.
- «Мыскара йӧрвар» — юмористическая передача.
- «Мурпӧлек» — программа поздравлений. Выходит каждый день, дважды в сутки.
- «Студийыште уна» — в эфире интервью с известным человеком.
- «Поэтъял» — передача о марийских поэтах.
- «Караоке кас» — дозвонившиеся показывают своё певческое мастерство.
- «Увер йогын» — международные, российские и республиканские новости.
- «Лӱмгече календарь» — ежедневная рубрика о родившихся в этот день известных марийцах.
- «Шӱдыр-влакын мужедмышт» — марийский гороскоп.
- «Спортзал» — передача о различных видах спорта, спортивных личностях;
- «У муро» — рубрика о новых песнях в эфире. Идёт всю неделю, обновляется в субботу.
- «Тидым палаш оҥай» — короткая рубрика о людях, связанных с Республикой Марий Эл.
- «Калык корреспондент» — новости от радиослушателей.